# Omaha hold'em

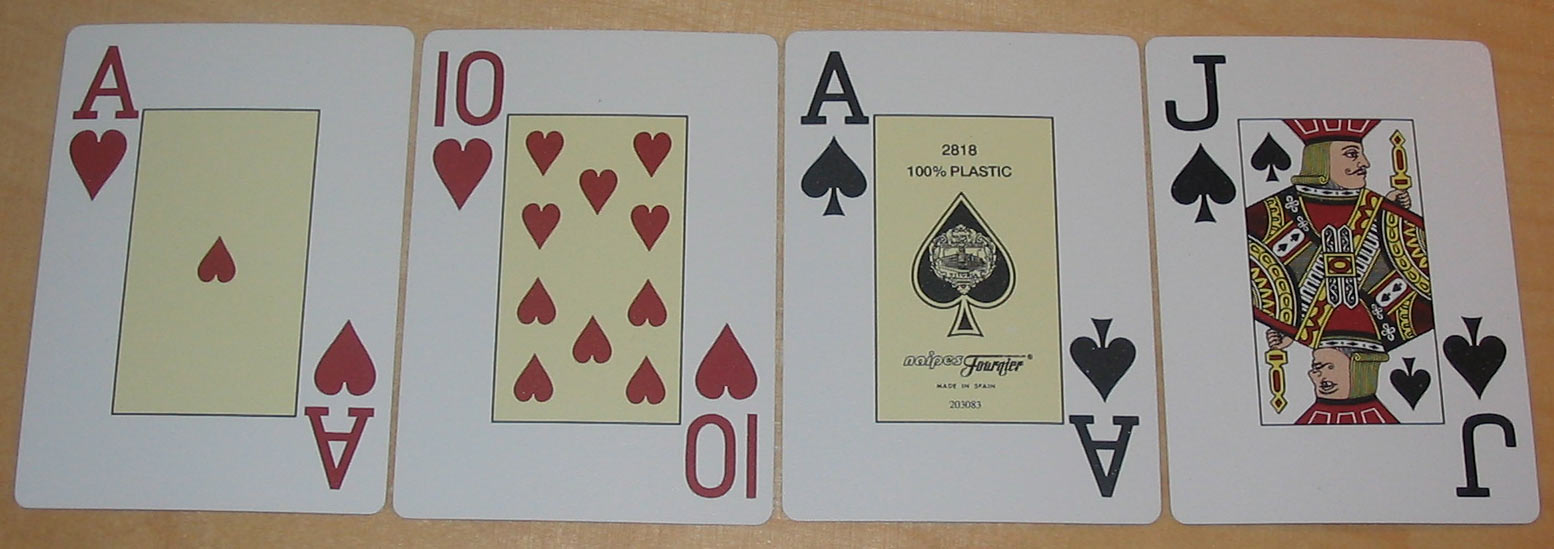
I Omaha får varje spelare fyra hålkort. Bilden visar en bra starthand.

Omaha hold'em, (även känt som Omaha holdem eller helt enkelt Omaha ) är ett pokerspel med gemensamma kort som liknar Texas hold'em, där varje spelare får fyra kort och måste göra sin bästa hand med exakt två av dem, plus exakt tre av de fem gemensamma korten. Det exakta ursprunget till spelet är okänt, men kasinochefen Robert Turner tog först Omaha in i en kasinomiljö när han introducerade spelet för Bill Boyd, som erbjöd det som ett spel på Las Vegas Golden Nugget Casino (kallar det "Nugget Hold" em").  Omaha använder en fransk kortlek med 52 kort. Omaha hold 'em 8-or-bättre är "O"-spelet som presenteras i HORSE.

## Historia
"Hold'em" hänvisar till ett spel som använder gemensamma kort som delas av alla spelare. Detta är i motsats till dragspel, där varje spelares hand endast består av dolda kort, och stud -spel, där varje spelares unika hand innehåller en blandning av kort som är synliga för de andra spelarna och dolda hålkort.
I det ursprungliga Omaha pokerspelet fick spelarna bara två hålkort och var tvungna att använda båda för att göra en hand kombinerad med gemensamma kort. Denna version av Omaha definieras i ordlistan för Super/System (under Omaha) som att vara utbytbar med "Tight hold 'em" . För alla varianter av spelet är kravet att använda exakt två hålkort den enda konsekventa regeln. "Omaha"-delen av namnet representerar denna aspekt av spelet.

## Spelregler
Spelet börjar med att varje spelare får fyra hålkort. Efter en satsningsrunda läggs tre kort upp på bordet (så kallad flopp). Efter en andra satsningsrunda läggs ett fjärde kort upp på bordet(så kallad turn), följd av en tredje satsningsrunda. Därefter läggs det femte och sista kortet upp (så kallad river) och följs av en avslutande satsningsrunda. Därefter visar de kvarvarande spelarna sina kort och den som har den bästa pokerhanden vinner. Spelarna måste också använda 2 av dessa hålkort när de bildar sin hand (och därmed 3 av bordets kort) till skillnad från i Texas hold'em där man även tillåts kombinera ett av sina hålkort med fyra på bordet (eller i sällsynta fall bara använda korten på bordet). Således är det i Omaha, till skillnad från i Texas hold'em, till exempel omöjligt att få färg om man inte har två hålkort av samma färg.
Omaha hold'em spelas ofta som pot limit eller fixed limit, men även no limit förekommer.
Omaha är en något mer komplicerad pokervariant än Texas hold'em eftersom Omaha sätter större krav på att läsa bordets potential (särskilt Omaha Hi/Lo) än vad Texas Hold'em gör. Eftersom fyra hålkort möjliggör fler handkombinationer kan det för en ovan spelare ibland också vara svårare att utläsa de andra spelarnas händer. Det ökade antalet möjliga handkombinationer innebär också att den genomsnittliga vinsthandens kvalité är mycket högre än i Texas Hold'Em.

## Exempelhand
- Spelare A har: 10♣ D♠ 3♦ 2♥
- Spelare B har: 8♦ 9♦ 4♥ E♥
- Spelare C har: 4♦ K♦ 5♦ 9♣
- Spelare D har: 6♣ D♦ 6♦ 10♠

Bordet är: 7♥ 7♣ 7♠ 10♦ Kn♦
Här har spelare A som bästa hand: 7♥ 7♣ 7♠ 10♣ D♠ (triss i sjuor med dam och tia som kickers). Spelaren har alltså inte kåk eftersom det inte är tillåtet att använda de tre sjuorna från bordet och samtidigt använda tian på bordet.
Här har spelare B som bästa hand: 7♥ 8♦ 9♦ 10♦ Kn♦ (knekt hög stege).
Här har spelare C som bästa hand: 7♥ 7♣ 7♠ K♦ 9♣ (triss i sjuor med kung och nia som kickers). Spelaren har alltså inte färg trots tre ruter på handen och två ruter är på bordet, eftersom exakt 3 kort från bordet och exakt två kort från handen måste användas.
Här har spelare D som bästa hand: 7♥ 7♣ 7♠ 6♣ 6♦ (kåk sjuor över sexor). Spelarens kåk använder rätt antal kort från varje del.

## Omaha Hi/Lo

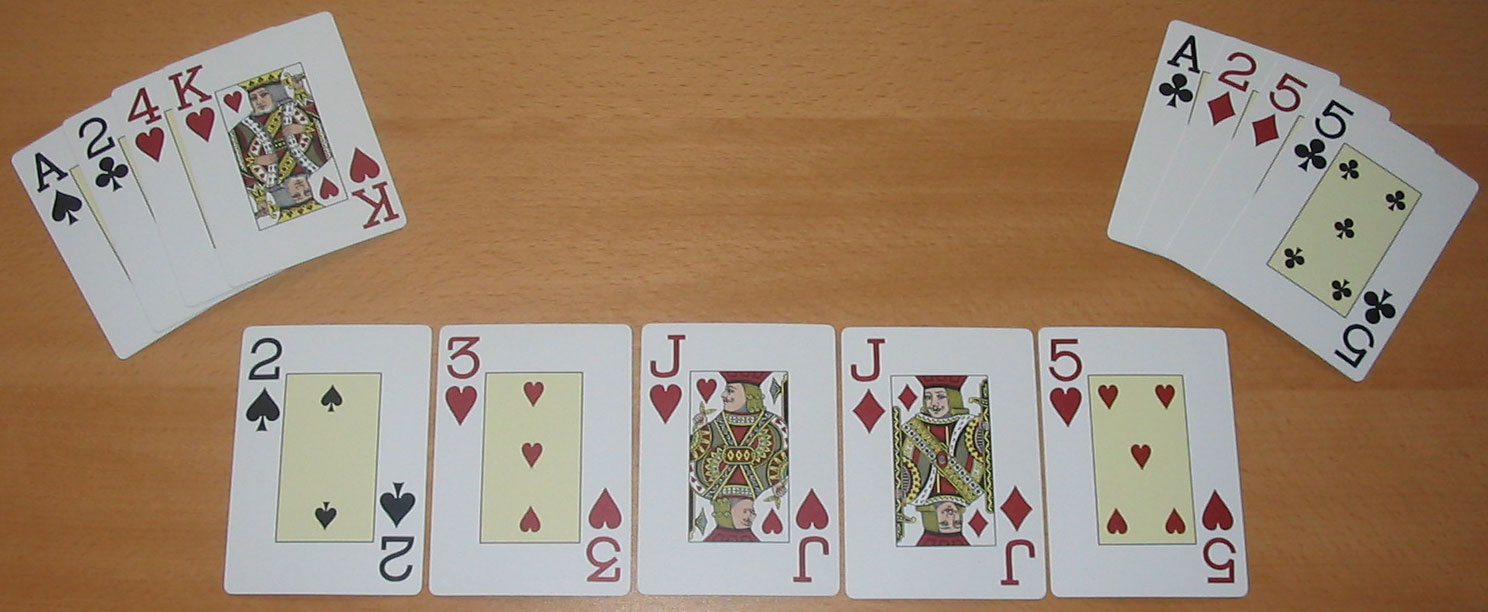
Showdown mellan två spelare i Omaha Hi/Lo. Spelaren till vänster har hjärter färg och A2345 låg och vinner den låga potten. Spelaren till höger har kåk, femmor över knektar, och vinner den höga potten. Spelaren har ingen giltig låg hand.

Ofta spelas Omaha som hög-låg poker. Om Omaha spelas som hög-låg poker används ofta namnen "Omaha/8" ("Omaha 8 or better") eller "Omaha hi/lo" vilket innebär hög hand och låg hand delar potten, under förutsättning att det finns en kvalificerad låg hand. Om så inte är fallet tar hög hand hela potten. Den höga handen värderas som pokerhänder brukar värderas. För att den låga handen ska vara kvalificerad måste den innehålla 5 kort av olika valör, alla med valörerna 8 eller lägre (till exempel 8653A kvalificerar som en låg hand, medan 77432 inte gör det eftersom två sjuor förekommer). Liksom den höga handen måste även den låga handen vara en kombination av två hålkort och tre kort på bordet. I Omaha Hi/Lo måste spelarna komma överens om vilken typ av låg poker som avses, vanligast är den variant där 5432A är bästa låga hand, det vill säga att stege och färg inte räknas medan ess får räknas lågt.